# Casamaccioli
Casamaccioli (/kazaˈmaʧʧoli/, in corso Casamacciuli /kazaˈmaʧuli/) è un comune francese di 104 abitanti situato nel dipartimento dell'Alta Corsica nella regione della Corsica.

## Società

### Evoluzione demografica
Abitanti censiti